# Illinois Journal of Mathematics
El Illinois Journal of Mathematics es una revista científica de matemáticas trimestral revisada por pares publicada por Duke University Press en nombre de la Universidad de Illinois. Fue establecido en 1957 por Reinhold Baer, Joseph L. Doob, Abraham Taub, George W. Whitehead y Oscar Zariski. 
La revista publicó la demostración del teorema de los cuatro colores de Kenneth Appel y Wolfgang Haken, que presentaba un fenómeno entonces inusual tabulación de casos generados por computadora.

## Resumen e indexación
La revista está indexada y resumida en: 
- MathSciNet[2]
- Scopus[3]
- zbMATH[4]